# La scienza per tutti
La scienza per tutti è stata una rivista scientifica quindicinale, ricca di illustrazioni, pubblicata dalla casa editrice Sonzogno di Milano dal 1879 al 1943.

## Storia e descrizione
La rivista venne pubblicata la prima volta quando la radio non era stata ancora inventata, infatti nelle sue prime pubblicazioni si parlava di telefoni e telegrafi macchine a vapore e di piccole invenzioni e scoperte.  Conteneva la storia e la descrizione delle principali novità e scoperte di scienze naturali, specialmente se si riferivano all'elettricità. Pubblicava anche articoli di astronomia di Camille Flammarion, articoli di scienza pratica ed elementare e teneva aggiornati i suoi lettori con varie rubriche.
Fu tra le poche riviste ad essere pubblicata per 65 anni riuscendo ad attraversare due guerre mondiali. Il suo successo fu dovuto al fatto di riuscire a conciliare il racconto con informazione tecnica, cronaca scientifica e consigli pratici. Il tutto poi era ben organizzato tra formule matematiche per i lettori più esperti e moltissime illustrazioni per i lettori meno esperti. Inoltre riuscì a mantenere un prezzo accessibile grazie ai numerosi e ben organizzati inserti pubblicitari contenuti al suo interno.
Fra i personaggi noti che collaborarono alla rivista ricordiamo, altre all'astronomo francese Camille Flammarion, i chimici italiani Ettore Molinari e Giacomo Ciamician, i fisici italiani  Guglielmo Marconi e Augusto Righi, i fisici francesi  Jules-Henri Poincaré, Jean Becquerel e altri illustri.